# Parantica maghaba
Parantica maghaba är en fjärilsart som beskrevs av Hans Fruhstorfer 1909. Parantica maghaba ingår i släktet Parantica och familjen praktfjärilar. Inga underarter finns listade i Catalogue of Life.